# FK Sibiriak Bratsk
Maillots
Le Sibiriak Bratsk (russe : «Сибиряк» Братск) est un ancien club de football russe fondé en 1967 et disparu en 2014, et basé à Bratsk.

## Histoire

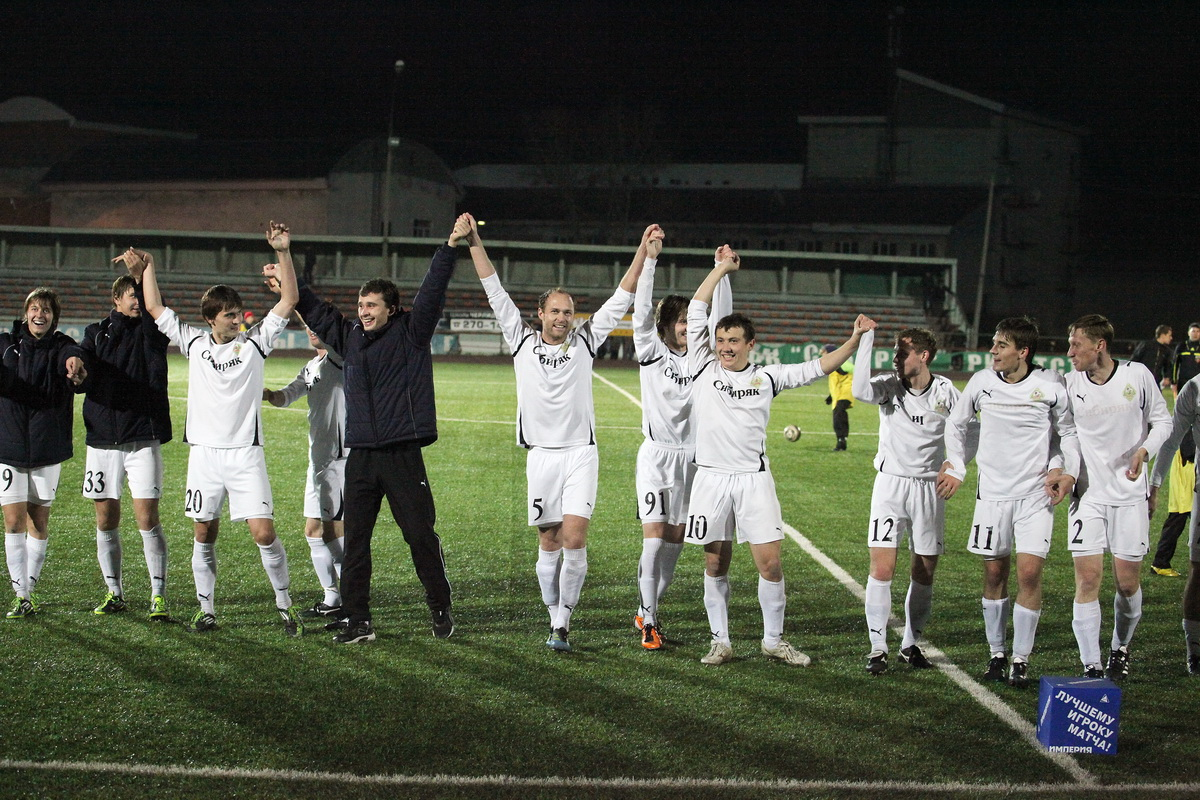
Joueurs du Sibiriak en octobre 2011.

Fondé en 1967 sous le nom Pourseï, le club démarre dans la troisième division soviétique où il évolue jusqu'à sa relégation en 1969. Renommé Sibiriak en 1970, il enchaîne périodes de professionnalisme et d'inactivité jusqu'en 1978, avant de disparaître jusqu'en 1996.
Refondé en 1996 sous le nom Lesokhimik, le club évolue deux saisons en quatrième division russe avant d'être promu en troisième division pour la saison 1998, retrouvant son nom Sibiriak dans la foulée. Il évolue dans cette division jusqu'à sa relégation à l'issue de la saison 2013-2014.

## Bilan sportif

### Classements en championnat
La frise ci-dessous résume les classements successifs du club en championnat d'Union soviétique de 1967 à 1991.
La frise ci-dessous résume les classements successifs du club en championnat de Russie de 1992 à 2016.

### Bilan par saison
Légende
- Promotion en division supérieure
- Relégation en division inférieure

| Saison    | Championnat  | Championnat  | Championnat  | Championnat  | Championnat  | Championnat  | Championnat  | Championnat  | Championnat  | Championnat  | Coupe d'URSS    |
| Saison    | Division     | Pos          | Pts          | J            | V            | N            | D            | BP           | BC           | Diff         | Coupe d'URSS    |
| --------- | ------------ | ------------ | ------------ | ------------ | ------------ | ------------ | ------------ | ------------ | ------------ | ------------ | --------------- |
| 1967      | 3e Zone 6    | 17e          | 20           | 34           | 6            | 8            | 20           | 26           | 53           | -27          | —               |
| 1968      | 3e Zone 6    | 8e           | 35           | 32           | 11           | 13           | 8            | 29           | 26           | +3           | Deuxième tour Q |
| 1969      | 3e Zone 6    | 8e           | 43           | 38           | 16           | 11           | 11           | 40           | 26           | +14          | —               |
| 1970      | 4e Zone 4    | 10e          | 30           | 32           | 11           | 8            | 13           | 31           | 27           | +4           | —               |
| 1971      | Club inactif | Club inactif | Club inactif | Club inactif | Club inactif | Club inactif | Club inactif | Club inactif | Club inactif | Club inactif | Club inactif    |
| 1972      | 3e Zone 7    | 4e           | 43           | 40           | 16           | 11           | 13           | 39           | 33           | +6           | —               |
| 1973      | 3e Zone 7    | 1er          | 34           | 30           | 15           | 6            | 9            | 25           | 19           | +6           | —               |
| 1974-1975 | Club inactif | Club inactif | Club inactif | Club inactif | Club inactif | Club inactif | Club inactif | Club inactif | Club inactif | Club inactif | Club inactif    |
| 1976      | 3e Zone 5    | 8e           | 35           | 34           | 14           | 7            | 13           | 41           | 38           | +3           | —               |
| 1977      | 3e Zone 6    | 17e          | 33           | 38           | 12           | 9            | 17           | 48           | 56           | -8           | —               |
| 1978      | 3e Zone 6    | 21e          | 22           | 40           | 8            | 6            | 26           | 32           | 78           | -46          | —               |
| 1979-1995 | Club inactif | Club inactif | Club inactif | Club inactif | Club inactif | Club inactif | Club inactif | Club inactif | Club inactif | Club inactif | Club inactif    |
| Saison    | Championnat  | Championnat  | Championnat  | Championnat  | Championnat  | Championnat  | Championnat  | Championnat  | Championnat  | Championnat  | Coupe de Russie |
| Saison    | Division     | Pos          | Pts          | J            | V            | N            | D            | BP           | BC           | Diff         | Coupe de Russie |
| 1996      | 4e Sibérie   | 3e           | 23           | 12           | 7            | 2            | 3            | 20           | 10           | +10          | —               |
| 1997      | 4e Sibérie   | 1er          | 28           | 14           | 9            | 1            | 4            | 28           | 15           | +13          | —               |
| 1998      | 3e Est       | 14e          | 25           | 30           | 6            | 7            | 17           | 26           | 47           | -21          | —               |
| 1999      | 3e Est       | 4e           | 57           | 30           | 18           | 3            | 9            | 48           | 31           | +17          | Troisième tour  |
| 2000      | 3e Est       | 8e           | 32           | 24           | 9            | 5            | 10           | 34           | 30           | +4           | Premier tour    |
| 2001      | 3e Est       | 7e           | 38           | 28           | 10           | 8            | 10           | 24           | 29           | -5           | Troisième tour  |
| 2002      | 3e Est       | 13e          | 26           | 30           | 7            | 5            | 18           | 32           | 54           | -22          | Premier tour    |
| 2003      | 3e Est       | 7e           | 39           | 24           | 11           | 6            | 7            | 31           | 24           | +7           | Premier tour    |
| 2004      | 3e Est       | 9e           | 21           | 27           | 4            | 9            | 14           | 25           | 41           | -16          | Deuxième tour   |
| 2005      | 3e Est       | 7e           | 33           | 30           | 9            | 6            | 15           | 28           | 40           | -12          | Troisième tour  |
| 2006      | 3e Est       | 7e           | 57           | 36           | 16           | 9            | 11           | 42           | 38           | +4           | Troisième tour  |
| 2007      | 3e Est       | 8e           | 28           | 30           | 7            | 7            | 16           | 42           | 60           | -18          | Deuxième tour   |
| 2008      | 3e Est       | 5e           | 35           | 27           | 9            | 8            | 10           | 34           | 37           | -3           | Troisième tour  |
| 2009      | 3e Est       | 5e           | 39           | 27           | 12           | 3            | 12           | 36           | 48           | -12          | Troisième tour  |
| 2010      | 3e Est       | 10e          | 24           | 30           | 6            | 6            | 18           | 27           | 50           | -23          | Deuxième tour   |
| 2011-2012 | 3e Est       | 10e          | 40           | 36           | 11           | 7            | 18           | 43           | 62           | -19          | Troisième tour  |
| 2011-2012 | 3e Est       | 10e          | 40           | 36           | 11           | 7            | 18           | 43           | 62           | -19          | Deuxième tour   |
| 2012-2013 | 3e Est       | 10e          | 23           | 30           | 5            | 8            | 17           | 27           | 50           | -23          | Quatrième tour  |
| 2013-2014 | 3e Est       | 9e           | 10           | 24           | 2            | 4            | 18           | 11           | 52           | -41          | Deuxième tour   |
| 2014      | 5e Sibérie   | 1er          | 30           | 14           | 10           | 0            | 4            | 20           | 18           | +2           | —               |
| 2015      | 4e Sibérie   | 9e           | 22           | 22           | 6            | 4            | 12           | 26           | 57           | -31          | —               |
| 2016      | 4e Sibérie   | 12e          | 10           | 22           | 2            | 4            | 16           | 16           | 61           | -45          | —               |
| 2017-2018 | Club inactif | Club inactif | Club inactif | Club inactif | Club inactif | Club inactif | Club inactif | Club inactif | Club inactif | Club inactif | Club inactif    |